# DB Bahnbau Gruppe

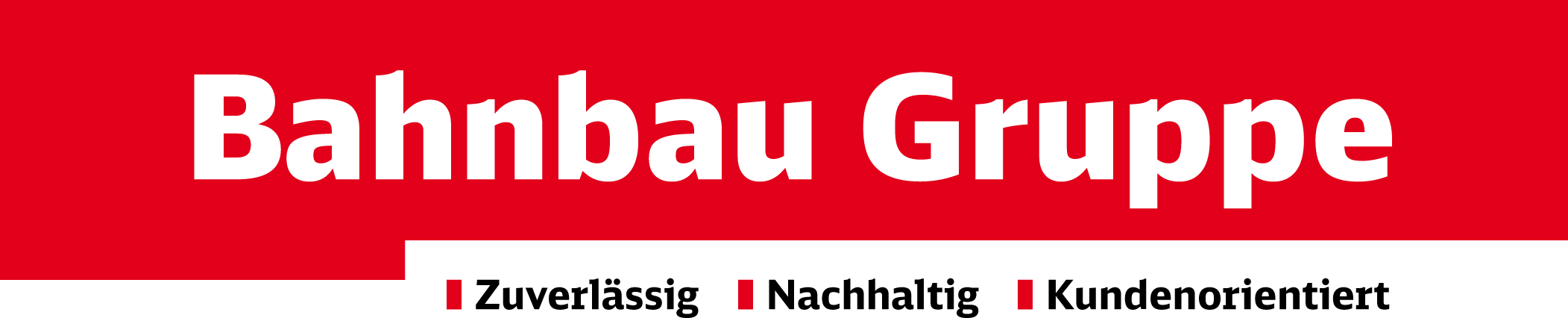
Historisches Logo Bahnbau Gruppe

Die DB Bahnbau Gruppe GmbH  ist ein Tochterunternehmen der Deutschen Bahn AG (DB). In dieser Tochtergesellschaft sind seit 1. Januar 2010 alle Unternehmen des DB-Konzerns zusammengefasst, die Bauleistungen an der Eisenbahninfrastruktur in Deutschland und Europa im Wettbewerb erbringen.

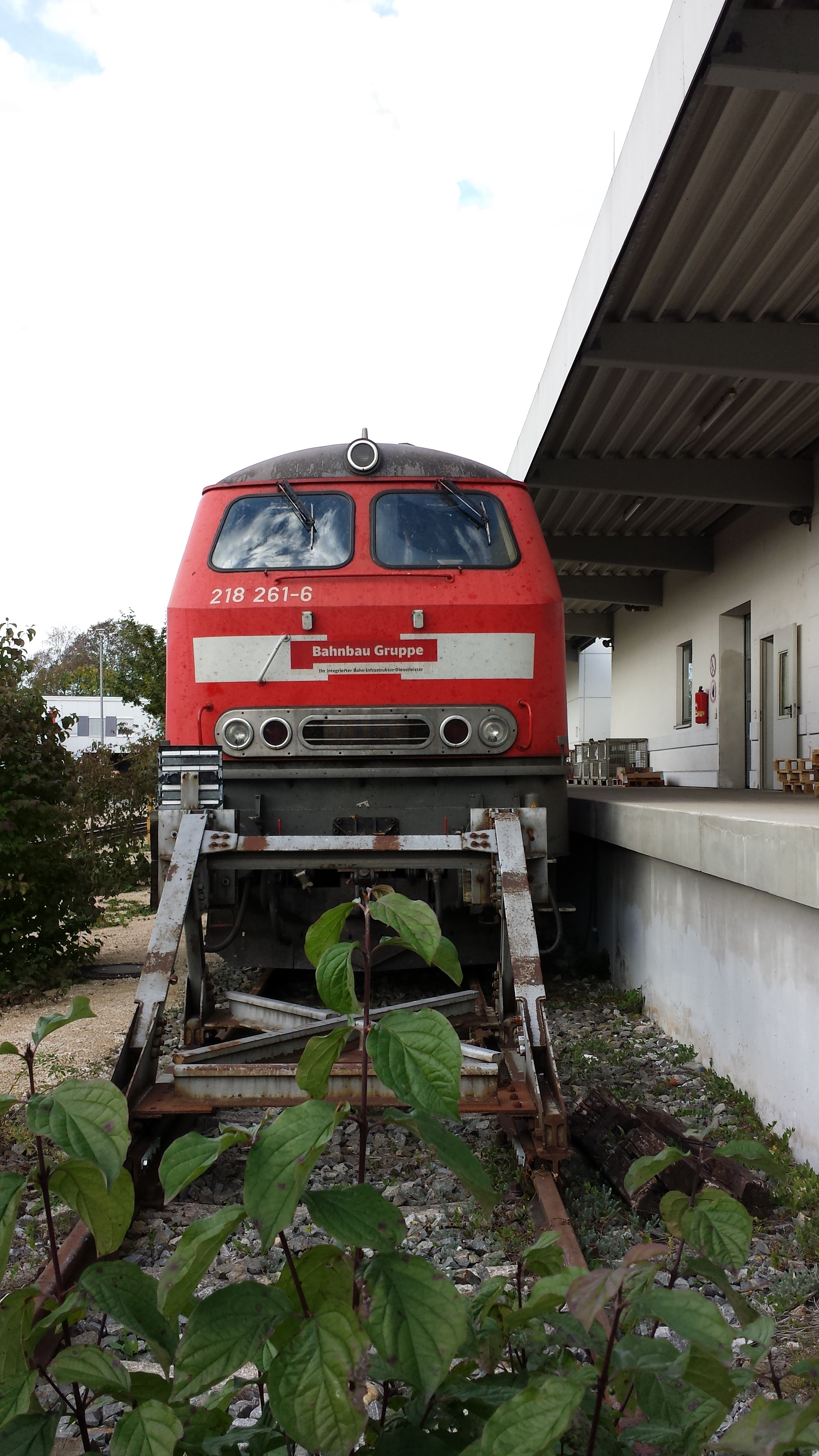
Lokomotive der Baureihe 218 im Gleisbauhof Augsburg

Die mit der neuen DB Bahnbau Gruppe GmbH verschmolzenen Unternehmen sind:
- DB Bahnbau GmbH
- Deutsche Gleis- und Tiefbau GmbH
- Deutsche Bahn Gleisbau GmbH
- Ingenieur-, Brücken- und Tiefbau GmbH

Die DB Bahnbau Gruppe GmbH ist ein 100%iges Tochterunternehmen der Deutschen Bahn AG und war zuvor bis zum 31. Mai 2016 ein Tochterunternehmen der DB Netz AG.

## Geschichte
Am 15. November 2003 gab die DB Netz AG im Amtsblatt der Europäischen Union bekannt, bis zu 49,9 Prozent der Anteile an der DB Bahnbau GmbH an einen Investor übertragen zu wollen. Nach einer Übergangsperiode von bis zu acht Jahren sollten die übrigen Geschäftsanteile verkauft werden. Die Pläne wurden wenig später aufgegeben.